# Anitha Bondestam
Anitha Ingrid Bondestam, född Kaull 28 oktober 1941 i Danzig, Tyskland är en svensk jurist, ämbetsman och politiker (fp). 
Bondestam blev juris kandidat vid Uppsala universitet 1964, genomförde tingstjänstgöring 1964–67, blev fiskal i Svea hovrätt 1968, tingssekreterare i Stockholm 1968, utredningssekreterare och sakkunnig vid handelsdepartementet 1972, assessor i Svea hovrätt 1974, sakkunnig i justitiedepartementet 1974, expeditionschef i kommunikationsdepartementet 1977, statsråd och chef kommunikationsdepartementet 1978–79, blev lagman i kammarrätten i Stockholm 1980, generaldirektör för Datainspektionen 1992–98 och president i Kammarrätten i Göteborg 1998–2003.
Som kommunikationsminister i regeringen Ullsten lade hon fram en proposition om en ny trafikpolitik.
Bondestam var expert i jämställdhetskommittén 1977–78 och i två omgångar ordförande i Jämställdhetsnämnden, vilken fattade beslut om vite för arbetsgivare som fällts av dåvarande myndigheten Jämställdhetsombudsmannen (JämO). Hon var ordförande i körkortsutredningen 1989 och under tiden 1 november 2003 till 30 september 2006 ordförande i Registernämnden.
Hon gav i oktober 2006 ut en thriller med titeln Gråt inte över spilld mjölk. Berättelsen handlar om en finansminister och en ung kvinnlig jurist som försöker tjäna grova pengar på att sälja ett persondataregister till Tyskland.
Bondestam är dotter till den tyske marinläkaren medicine doktor Gerhard Kaull (1899–1964) och Inga Dorotea Lindgren (1909–2001). Hon har varit gift med chefsåklagare Per-Håkan Bondestam.